# Галерија Божа Илић
Галерија Божа Илић је ликовна галерија у Прокупљу.
Галерија је један од објеката који раде у саставу Народног музеја Топлице у Прокупљу. (1)
На иницијативу локалне самоуправе и тадашње управе Музеја, 1996.године отворена је галерија Божа Илић. Простор у самом центру града у пешачкој зони, у познатој кући Максимовића, адаптиран је за изложбени простор и намењен је искључиво за ликовну уметност, првенствено намењен излагању академских уметника и чланова УЛУС-а  (Удружење ликовних уметника Србије) и УЛУПУДС-а (Удружење ликовних уметника примењених уметности и дизајнера Србије).
Модерна галерија „Божа Илић“ у главној градској улици добила је име у знак сећања на великог српског сликара, са циљем да популарише ликовну уметност.
Од 1996. године организује се ликовна колонија „Божа Илић“ која сваке године новим сликама обогаћује музејску збирку.
У галерији се смењују изложбе различитог карактера, као и различити културни програми: концерти, предавања, књижевне вечери.